# Misbrookea
Misbrookea là một chi thực vật có hoa trong họ Cúc (Asteraceae).

## Loài
Chi Misbrookea gồm các loài: